# Rejuvenation Research
Rejuvenation Research (dawniej: Journal of Anti-Aging Medicine) – interdyscyplinarny recenzowany dwumiesięcznik naukowy wydawany przez Mary Ann Liebert dotyczący badań nad odmładzaniem. Miara oddziaływania tego czasopisma w 2008 ogłoszona w czerwcowym numerze Journal Citation Reports z 2009 to 5.008. Istotnym czynnikiem, dzięki któremu czasopismo osiągnęło tak wysoki wynik, jest powoływanie się na własne artykuły w 68% (vide analiza z 2008 Journal Citation Reports; bez cytowania własnych źródeł miara oddziaływania wynosi 1.570).
Redaktorem naczelnym jest gerontolog Aubrey de Grey, PhD, zaś wydawcą Mary Ann Liebert, Inc.
Dwutygodnik porusza m.in. tematy starzenia się układu krwionośnego, biologicznej nieśmiertelności i procesu starzenia się, klonowania, embrionalnych komórek macierzystych, naprawy DNA, czynnika wzrostowego, immunologii, długości życia bezkręgowców, neurodegeneracji, inżynierii komórek,  polityki publicznej, targetingu genów, terapii genowej oraz genomiki.
"Rejuvenation Research" jest bardzo różnie oceniany, począwszy od "a heroic effort to jump-start research on postponing or slowing human aging" (heroiczne starania w kierunku natychmiastowego rozpoczęcia badań nad odroczeniem lub spowolnieniem starzenia się ludzi) po "somewhat fringy" (nieco skrajny) czy nawet "on the fringe of gerontology" (na pograniczu gerontologii).
Dwumiesięcznik dostępny jest zarówno w formie elektronicznej na stronie internetowej wydawcy, jak i w wydaniu papierowym. Istotną zniżkę w koszcie prenumeraty on-line zaoferowano na okres jednego roku członkom Immortality Institute ($25 zamiast $411).

## Indexing
Rejuvenation Research jest indeksowany w:
- MEDLINE
- Current Contents/Clinical Medicine
- Science Citation Index Expanded
- EMBASE/Excerpta Medica
- Scopus
- CAB Abstracts